# 方正电机
方正电机（深交所：002196）是中華人民共和國一家電機廠，成立於2001年11月。總部位於浙江省麗水市，該公司主要产品为缝纫机电机、汽车电机、汽车电子和智能控制器。
2019年，卓越汽车成为方正电机的控股股东。

## 外部連結
- 官方网站